# Markus Rau
Markus Rau (* 3. Oktober 1973 in Wuppertal) ist ein ehemaliger deutscher Leichtathlet, der in den 1990er-Jahren zur deutschen Spitze im 400-Meter-Lauf gehörte. 1994 und 1997 wurde er Deutscher Hallenmeister und Deutscher Meister in der 4-mal-400-Meter-Staffel. Markus Rau erreichte eine Bestzeit von 46,54 s. Er startete für die TSV Bayer 04 Leverkusen. Im Jahr 1998 beendete er seine Sportlerlaufbahn.

## Sportliche Erfolge
- Deutscher Schülermeister im Vierkampf mit deutschem Rekord (1988)
- Deutscher Jugendmeister 4 × 100 m (1990)
- Deutscher Jugendmeister 400 m (1992)
- Deutscher Juniorenmeister 4 × 100 m (1992)
- Deutscher Juniorenmeister 4 × 400 m (1992)
- 3. Platz Deutsche Hallenmeisterschaften (1993)[1]
- Deutscher Hallenmeister 4 × 400 m (1994)
- Deutscher Meister 4 × 400 m (1994)
- Europacup-Sieger (Mannschaft) und 3. Platz 4 × 400 m (1995)
- Deutscher Hallenmeister 4 × 400 m (1997)
- Deutscher Meister 4 × 400 m (1997)

## Privates
Markus Rau ist Richter am Verwaltungsgericht Berlin. Er ist verheiratet und hat zwei Kinder.